# キティヌス科
キティヌス科（キティヌスか、またはシティヌス科（シティヌスか）、学名：Cytinaceae）は、被子植物の科。全種が他の植物の根に寄生する全寄生植物で、2属約10種からなる。
従来の分類ではラフレシア科のキティヌス連とされていたが、分子系統解析によって独立した系統群であることが明らかになり（ラフレシア科を参照）、APG植物分類体系第3版（2009年、APG III）ではアオイ目に属す科とされた。
キティヌス属 Cytinus は地中海地方、マダガスカル、南アフリカに分布し、ハンニチバナ科（これもアオイ目）の植物に寄生する。
ブダロフィトゥム属 Bdallophytum は熱帯アメリカに分布し、カンラン科の植物に寄生する。